# Grève de Preston

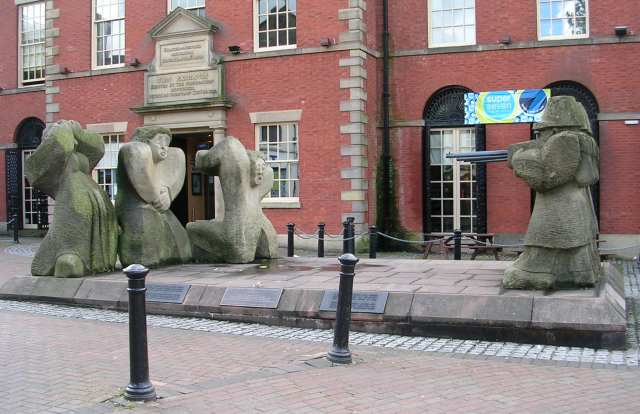
Mémorial des fusillés de la première grande grève de Preston, celle de 1842.

La grève de Preston (en anglais, Preston strike) est une grève des tisserands anglais qui se déroule en 1853-1854 à Preston, dans le Lancashire. 
Cette grève, d'une durée de sept mois, a paralysé alors l'industrie cotonnière de la ville de Preston. Les principaux meneurs de cette grève dure sont George Cowell et Mortimer Grimshaw (en).
Elle a inspiré deux romanciers  contemporains. Dickens, qui a passé quelques jours à Preston en janvier 1854, ne décrit pas de grève dans Hard Times, dont la parution commence en avril 1854 dans Household Words, mais montre des ouvriers trop facilement influencés par des meneurs et des patrons trop arcboutés sur leurs conceptions rigides de l'économie. Il s'inspire de l'un des deux meneurs, le tribun Mortimer Grimshaw, dont il a vu la violence à l'occasion d'un meeting, pour créer son meneur syndicaliste, Slackbridge, et l'intransigeance des patrons lui inspire le caricatural Bounderby. Elizabeth Gaskell, dans North and South, qui succède au roman de Dickens dans sa revue, s'inspire de la grève de Preston pour décrire celle qu'elle place à Manchester ; le syndicaliste Higgins a la modération et le sérieux de George Cowell et le manufacturier Thornton montre au début toute l'arrogance du patron d'industrie persuadé qu'il suffirait aux ouvriers de travailler avec acharnement comme lui pour atteindre sa position, n'hésite pas à utiliser des knobsticks, avant de montrer plus de compréhension envers ses employés.